# Neoaliturus decemocellatus
Neoaliturus decemocellatus är en insektsart som beskrevs av Dlabola 1987. Neoaliturus decemocellatus ingår i släktet Neoaliturus och familjen dvärgstritar. Inga underarter finns listade i Catalogue of Life.